# Luciano Rondinella
Luciano Rondinella, né à Naples le 24 décembre 1933 et mort dans la même ville le 27 juin 2020, est un chanteur, acteur et entrepreneur italien.

## Biographie
Luciano Rondinella, né à Naples en 1933, est issu de deux familles férues de théâtre et de chanson napolitaine. Il est fils d'artistes, Maria Sportelli et Francesco Rondinella, alias « Ciccillo », et le frère cadet de Giacomo Rondinella,,.
Luciano Rondinella commence à chanter dès son enfance en entrant dans la chorale paroissiale et fait ses débuts dans la chanson en 1950 à l'âge de 17 ans. Il commence comme acteur en 1954 en participant au film L'oro di Napoli de Vittorio De Sica.
Quelques années plus tard, il est engagé par Garinei et Giovannini dans la comédie musicale L'adorabile Giulio (it), avec Carlo Dapporto et Delia Scala,.
En tant que chanteur, il atteint la popularité au Festival de Naples 1959 avec la chanson Primmavera. L'année précédente, il avait joué dans le film musicarello Sorrisi e canzoni (it) aux côtés de Maria Fiore.
En 1960, il  remporte le Festival international de Florence avec la chanson Rondini fiorentine en collaboration de Narciso Parigi et participe aux Six jours de la chanson avec le morceau Olimpya in Rome. En 1961, il atteint la finale de Canzonissima avec la chanson Santa Lucia. La même année, il fait ses débuts au Festival de Sanremo avec la chanson Che freddo, interprétée en collaboration avec Edoardo Vianello. Au cours de sa carrière, il a enregistré des disques pour les labels Italbeat, Hello, Fontana, Vis Radio et Philips,.
Par la suite, Luciano Rondinella diversifie son activité devenant actif en tant qu'opérateur, producteur et organisateur d'événements. Dans les années 1970, il fonde les Edizioni Musicali Rondinella et dans les années 1980, il participe à la relance et à la restauration du Théâtre Bellini de Naples,,.
Ses trois filles ont suivi la vocation artistique de la famille : Clelia est actrice et a notamment joué aux côtés de Massimo Troisi dans Le vie del Signore sono finite tandis qu'Amelia et Francesca ont formé le duo Le Rondinella, poursuivant la tradition de la chanson napolitaine,.
Luciano Rondinella est mort à Naples le 27 juin 2020 à l'âge de 86 ans des suites d'un cancer,.

## Discographie partielle

### 78 tours
- 1957: Lazzarella / Passiggiatella (Vis Radio, Vi 5862)

### 45 tours
- 1957 : Cantammola sta canzone / Felicità (Vis Radio, ViMQN 36040)
- 1957 : Lazzarella / Passiggiatella (Vis Radio, ViMQN 36041)
- 1957 : Napule sole mio / 'Nnammurate dispettuse (avec Gloria Christian) (Vis Radio, ViMQN 36042)
- 1958 : Napule 'mbraccia a te / 'O cantastorie (Philips, 363 360 PF)
- 1959 : Primmavera / Vieneme 'nzuonno (Philips, 363 405 PF)
- 1959 : Sì tu / 'Mbraccio a te (Philips, 363 406 PF)
- 1959 : Sarrà chi sa! / Suonnate a me (Philips, 363 422 PF)
- 1959 : Viento / Pe' tutta 'a vita (Philips, 363 449 PF)
- 1960 : Chiove / Autunno (Philips, 363 452 PF)
- 1960 : A come amore / Splende il sole (Philips, 363 458 PF)
- 1960 : Non sei felice / È mezzanotte (Philips, 363 459 PF)
- 1960 : Serenata a Margellina / Uè uè che femmena (Philips, 363 501 PF)
- 1960 : Rondini fiorentine / Il ponte (Philips, 363 504 PF)
- 1961 : Che freddo / Mandolino mandolino (Philips, 363 531 PF)
- 1962 : Era de maggio / Furturella (Philips, 363 600 PF)
- 1964 : Canzone d'ammore / Tenerezza e lontananza (Italbeat, FC 0001)
- 1966 : 'A strada 'e ll'ammore / Senza Maria (Italbeat, FC 2211)
- 1967 : Un giorno mi ringrazierai / Se non ci sei (Italbeat, FC 2241)
- 1967 : O stasera o mai / Luna luna (Italbeat (Italbeat, FC 2251)
- 1968 : Allo spuntar degli alberi e del sole / La domenica andando alla messa (Italbeat, FC 3508)
- 1968 : La canzone di Padre Pio / Pater noster (Opervoks, Giscades 001)
- 1969 : Ciente appuntamente / Senza Maria (Hello, HR 3008)
- 1970 : Tarantellissima / Che bene voglio a tte! (Hello, HR 6004)
- 1971 : Ma che vvuò! / 'O meglio guappo (Hello, HR 9033)
- 1971 : Stella nera / Nun te cerco perdono (Hello, HR 9060)
- 1972 : O bastone di mio nonno / O pigno (Hello, HR 9095)
- 1975 : Nun m'arrenne / Resta ancora mia (Hello, NP 9172)

### 33 tours
- 1970 : Napoli '70 Numero 1 (Hello, HR 1016)
- 1970 : Napoli '70 Numero 2 (Hello, HR 1017)

## Filmographie partielle
- 1951 : Porca miseria[5].
- 1953 : Cuore di spia : Gianni
- 1954 : L'oro di Napoli de Vittorio De Sica
- 1956 : Il ponte dell'universo (documentaire)
- 1958 : Sorrisi e canzoni de Luigi Capuano : Carluccio [6].